# Trạm xăng

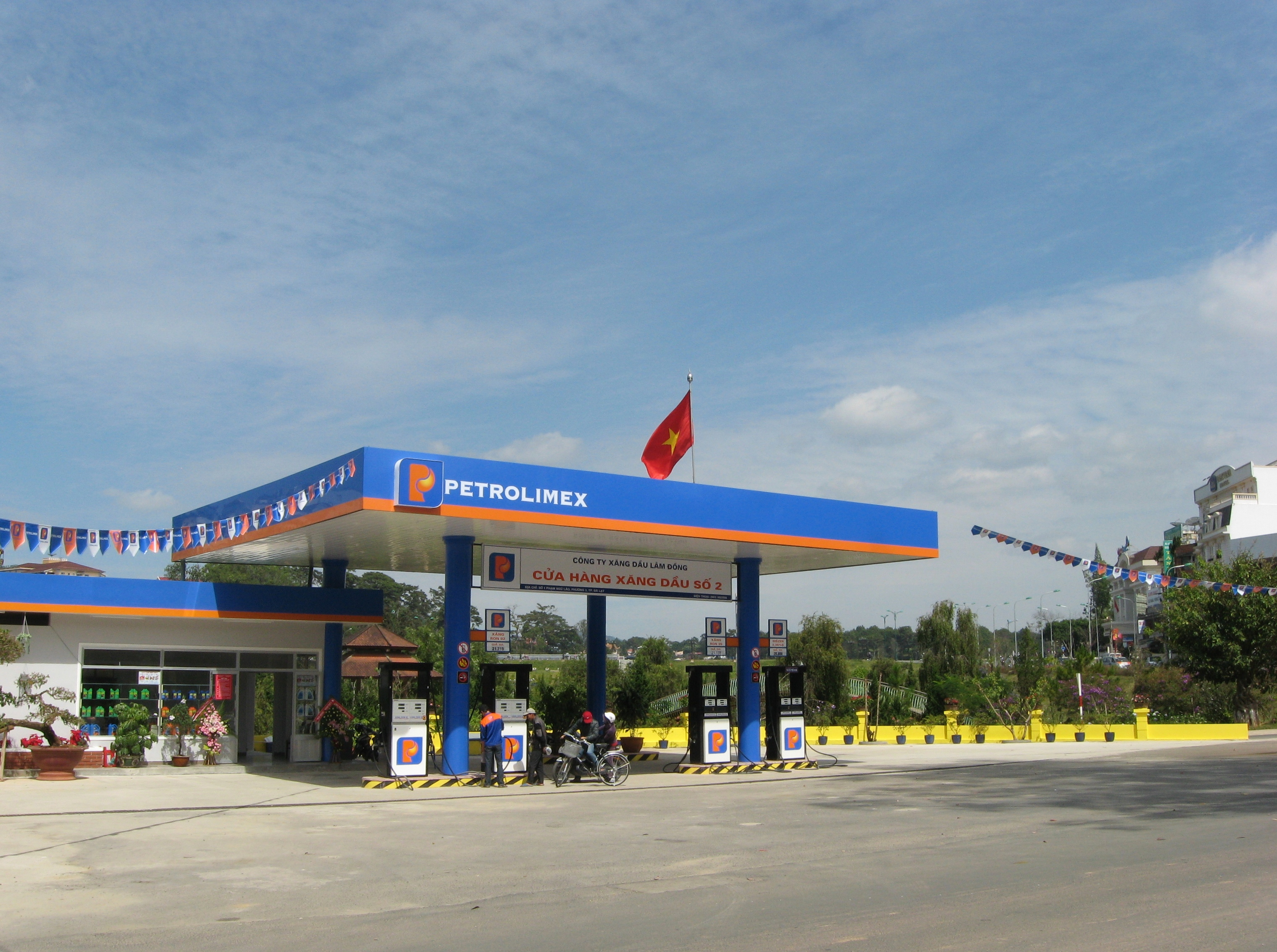
Một trạm xăng ở Việt Nam

Trạm xăng (hay trạm đổ xăng) là cơ sở bán nhiên liệu và chất bôi trơn động cơ cho xe cơ giới. Các loại nhiên liệu phổ biến nhất được bán ở đây trong những năm 2010 là xăng và dầu diesel.
Máy bơm xăng được sử dụng để bơm xăng, dầu diesel, khí thiên nhiên nén, CGH2, HCNG, LPG, hydro lỏng, dầu hỏa, nhiên liệu cồn (như methanol, ethanol, butanol, propanol), nhiên liệu sinh học (như dầu thực vật, dầu diesel sinh học) hoặc các loại nhiên liệu khác vào thùng chứa trong xe và tính toán chi phí của số nhiên liệu được chuyển vào phương tiện. Bên cạnh máy bơm xăng, một thiết bị quan trọng khác cũng được tìm thấy trong các trạm xăng và có thể tiếp nhiên liệu cho một số phương tiện dùng khí nén là máy nén khí, mặc dù nhìn chung những thiết bị này chỉ được sử dụng để bơm lốp ô tô.
Nhiều trạm xăng có các cửa hàng tiện lợi, có thể bán bánh kẹo, đồ uống có cồn, sản phẩm thuốc lá, vé số, nước ngọt, đồ ăn nhẹ, cà phê, báo, tạp chí và trong một số trường hợp là một số mặt hàng tạp hóa nhỏ, chẳng hạn như sữa. Một số cửa hàng cũng bán propan hoặc butan và đã thêm các cửa hàng vào hoạt động kinh doanh chính của họ. Ngược lại, một số chuỗi cửa hàng, chẳng hạn như siêu thị, cửa hàng giảm giá hoặc cửa hàng tiện lợi truyền thống, đã cung cấp máy bơm nhiên liệu tại cơ sở.